# Giải Kim Long
Giải Kim Long, tên đầy đủ là Giải thưởng nghệ thuật thường niên các tác phẩm gốc truyện tranh, hoạt hình Kim Long (tiếng Trung: 金龙奖原创漫画动画艺术大赛), tên tiếng Anh là Golden Dragon Award Original Animation & Comic Competition (viết tắt: OACC) là một giải thưởng do tạp chí truyện tranh "Mạn Hữu" khởi xướng, với mục đích là cổ vũ sự phát triển của nền công nghiệp truyện tranh, phim hoạt hình Trung Quốc. Về sau, giải thưởng đã được chính quyền Trung Quốc tán thành, trở thành một cuộc thi trọng điểm, chuyên nghiệp và mang tính quốc tế tại Hội chợ Truyện tranh Hoạt hình Quốc tế tại Trung Quốc.

## Hạng mục trao giải
Giải Kim Long được chia làm hai hạng mục chính là truyện tranh và hoạt hình. Trong mỗi hạng mục lớn lại theo phân loại khán giả mà chia làm các hạng mục nhỏ hơn như thiếu niên, thiếu nữ, thanh niên. Từ lần tổ chức thứ tư, bắt đầu trao các giải thưởng cá nhân như đạo diễn phim hoạt hình xuất sắc nhất, tác giả truyện tranh mới xuất sắc nhất,...
Các hạng mục gồm có:
1. Giải thưởng Chủ đề xuất sắc nhất năm
2. Giải thưởng Truyện tranh có cốt truyện xuất sắc nhất
3. Giải thưởng Truyện tranh gốc hay nhất
4. Giải thưởng Tranh minh họa xuất sắc nhất
5. Giải thưởng Truyện tranh được cộng đồng mạng yêu thích nhất, Giải thưởng Truyện tranh phái sinh được cộng đồng mạng yêu thích nhất, Giải thưởng Tiểu thuyết được cộng đồng mạng yêu thích nhất
6. Giải thưởng Phim hoạt hình điện ảnh xuất sắc nhất
7. Giải thưởng Loạt phim hoạt hình xuất sắc nhất
8. Giải thưởng Phim ngắn xuất sắc nhất
9. Giải thưởng Phim ngắn do sinh viên sản xuất xuất sắc nhất
10. Giải cá nhân: Tác giả truyện tranh mới xuất sắc nhất, Họa sĩ truyện tranh xuất sắc nhất, Biên kịch truyện tranh xuất sắc nhất, Đạo diễn phim hoạt hình xuất sắc nhất, Biên kịch phim hoạt hình xuất sắc nhất, Phối âm phim hoạt hình xuất sắc nhất, Âm nhạc phim hoạt hình xuất sắc nhất, Ứng dụng truyện tranh, phim hoạt hình xuất sắc nhất
11. Giải nước ngoài: Phim hoạt hình nước ngoài, Truyện tranh nước ngoài
12. Giải thưởng do ban giám khảo đề cử: Giải thành tựu, Giải đặc biệt
13. Giải thưởng thường niên Quảng Châu (thưởng nhà sản xuất): IP truyện tranh, hoạt hình tốt nhất; Nhân vật truyện tranh, hoạt hình hay nhất; Nhãn hiệu truyện tranh, hoạt hình tốt nhất; Người quản lý truyện tranh, hoạt hình, trò chơi tốt nhất; Giám đốc truyện tranh, hoạt hình, trò chơi tốt nhất; Trò chơi tốt nhất
14. Giải tổ chức: Đơn vị tổ chức có thực lực nhất; Giáo viên có thực lực nhất.